# Спани (род)
Спани или Спан — североалбанский дворянский род и клан. Центром рода был город Дриваст, который Спани управляли, нося титулы герцога и графа.
В конце XV века большая часть рода Спани осела в венецианских владениях, прежде всего в самой Венеции и Далмации. Члены этой семьи жили в более широком регионе — от Северной Албании и Черногории до Западного Косово.

## История
В Хорватии и Сербии фамилия транслитерируется как Spanić и Spanović. Сербские историки, в том числе Я. Эрдельянович и П. Шобаич, связывали эту фамилию с потомками романизированного иллирийского населения Черногории, хотя это представляется маловероятным, поскольку имя не связано ни с конкретным населением, ни со всеми его носителями.
Как семья с благородным статусом, Спани впервые упоминаются в 1304-1305 годах в составе дворянства Анжуйского Королевства Албании. Территория, которой управляла семья Спани, время от времени менялись, но Дриваст, вероятно, был их центром. В 1380-х годах Балшичи захватили территорию Спани вместе с большей частью остальной части Северной Албании, вплоть до Мирдиты и Лежи.
Неаполитанский король Альфонсо V (1416—1458) подписал в Гаэте договор с албанским вождем Скандербегом в 1451 году. Также Неаполитанская корона подписала аналогичные договоры с другими вождями из Албании: Георгием Арианити, Гьоном Музаки, Георгием Стреши Балшичем, Петром Спани, Палом Дукаджини, Топиа Музаки, Питер Химара, Симон Зеневиси и Карло Токко, которые были все, как Скандербег, признаны в качестве вассалов Неаполитанского королевства. В начале османского владычества в Албании регион, управляемый Питером Спани, был известен в Османской Турции как Петришпани или Ишпани. Из ветвей Спани, которые мигрировали в венецианские владения, одна в Венеции угасла к концу XVI века, в то время как далматинская ветвь, главным образом, обосновавшаяся в Корчуле, пополнила ряды местной знати. В 1455 году, во время османского завоевания Ново-Брдо, Алессио Спани был последним воеводой сербского деспота в городе.

## Члены рода
Одна из ветвей рода Спани утверждала, что происходит от нескольких императорских византийских семей. В работе Гьона Музаки «Breve memoria de li discendenti de nostra casa Musachi» 1510 года Алессио Спан упоминается как потомок императора Феодосия, хотя неясно, к кому он относится, поскольку было три византийских императора по имени Феодосий.

### Марин и его потомки
В начале XV века, наиболее заметными членами семьи Спани были Марин и его сын Петр. Отец Питера Марин упоминается в 1409 году как уже мертвый. В 1415 году у Петра не было сыновей, поэтому он решил, что ему наследует его племянник Марин, сын его брата Брайко, и уступил ему несколько крепостей. Когда венецианцы вновь захватили Дриваст в 1442 году, Петр Спани потерял все свои владения.
Брат Петра, Стефан, был назначен венецианцами владельцем села Подгора в 1406 году. После того, как Подгора был отдан племени хоти, венецианцы компенсировали эту потерю Стефану и дали ему две небольшие деревни (Бистриола и Чарочи). Когда Балша III умер в 1421 году, Стефан присоединился к сербскому деспоту Стефану Лазаревичу, который признал его власть над тремя деревнями в районе Дриваста.
Марин Спан был командиром сил Скандербега, которые потеряли крепость Балеч в 1448 году, взятую венецианцами, во время войны Скандербега против Венеции. Марин и его воины отступили к Дагнуму после того, как его родственник Питер Спани сообщил им о превосходящих силамх венецианцев, направляющихся в Балеч.

### Список известных членов
- Никша Спан[14]
  - Доминика (вышла замуж в ноябре 1400 года).
  - Петр
- Марин Спан (умер до 1409 года), один из самых заметных членов семьи Спан в начале XV века.
- Петр Спан
- Стефано Спан, греческого происхождения, был дворянином XV века в Дривасте[2].
- Брайко Спан (умер до 1415 года).
  - Марин Спани, племянник и преемник Петра Спана, был одним из военачальников Скандербега.
- Алессио Спан (1442—1495), венецианский дипломат.
- Петр Спани, епископ Барский с 1422/1423 по 1448 год.
- Питер Спани (? — 1457), который в течение некоторого времени был членом Лежской лиги.
- Никола Спанич (1633—1707), хорватский писатель, магистр и епископ Корчулы с 1673 по 1707 год[1].